# Karczewice
Karczewice [pronunciación en polaco: /kart͡ʂɛˈvit͡sɛ/] es un pueblo en el distrito administrativo de Gmina Kłomnice, dentro del Distrito de Częstochowa, Voivodato de Silesia, en el sur de Polonia. Se encuentra aproximadamente 7 kilómetros el sudeste de Kłomnice, 24 km al noreste de Częstochowa, y 77 km al noreste de la capital regional, Katowice.
El pueblo tiene una población de 501 habitantes.